# ایریدیوم ۳۳
ایریدیوم ۳۳ نام یک ماهواره مخابراتی از خانواده ماهواره‌های ایریدیوم ایالات متحده است. این ماهواره که در تاریخ ۱۴ سپتامبر سال ۱۹۹۷، ساعت ۱:۳۶ به وقت جهانی از روی سایت موشکی ۸۱/۲۳ که در پایگاه موشکی بایکنور قرار دارد، پرتاب شده بود، در مدار نزدیک زمین قرار گرفت. این ماهواره توسط موشک پروتون همراه با مرحله دوم بلاک دی ام-۲ حمل شد.
در ۱۰ فوریه ۲۰۰۹ در ساعت ۱۶:۵۵ به وقت جهانی، ماهواره کوسموس-۲۲۵۱ که مدتی بود که بازنشسته شده بود، به ایریدیوم ۳۳ برخورد کرد و در نتیجه آن هر دو فضاپیما نابود شدند. به گزارش ناسا ذرات بسیاری از برخورد این دو فضاپیما در فضا باقی‌مانده‌است.